# Norman Levi Bowen
Pour les articles homonymes, voir Bowen.
Norman Levi Bowen (né le 21 juin 1887 à Kingston et mort le 11 septembre 1956 à Washington) est un géologue canadien. Par ses travaux dans les domaines de la géochimie et de la géochronologie, il est considéré comme le père de la pétrologie moderne. Son livre The Evolution of the Igneous Rocks a servi de modèle à des générations de chercheurs et a été longtemps utilisé comme référence.

## Biographie
Il épouse Mary Lamont en 1911. De leur mariage naît une fille, Catherine.
De 1912 à 1935, il travaille au Geophysical Laboratory du Carnegie Institution et étudie, entre autres, les minéraux produits par refroidissement des roches magmatiques fondues en fonction de la température. Il écrit The Evolution of the Igneous Rocks en 1928.

## Distinctions, hommages
Norman Bowen devient membre de la Leopoldina en 1946. En 1941, il reçoit la médaille Penrose de la Geological Society of America, puis, en 1950, la médaille Wollaston de la Geological Society of London.
Le Norman L. Bowen Award est décerné annuellement par l'American Geophysical Union.